# Loxostege rubralis
Loxostege rubralis là một loài bướm đêm trong họ Crambidae.